# Nitrosalsola vermiculata
Soude jaunâtre
Espèce
Synonymes
- Anabasis tamariscifolia L., 1759[1]
- Salsola flavescens Cav., 1796[1]
- Salsola tamariscifolia (L.) Lag., 1816[1]
- Salsola vermiculata L., 1753[1]

Nitrosalsola vermiculata, qui a pour nom commun Soude jaunâtre, est une espèce de plante de la famille des Amaranthaceae et du genre Nitrosalsola.

## Description
Nitrosalsola vermiculata est un arbuste persistant, hermaphrodite, atteignant 1,5 m de haut, très ramifié, au port très irrégulier, parfois complexe. Le tronc et les branches principales ont une écorce grisâtre très fissurée. Les rameaux sont blanchâtres, plus ou moins villeux, ont des poils dressés et agités.
Les feuilles mesurent de 5 à 25 mm de long, sont alternes, très variables, subcylindriques, parfois en forme d'écailles, triangulaires ou allongées, se terminant par une pointe plus ou moins aiguë, charnues, plus ou moins poilues à poils dressés. Les feuilles forment souvent des brachyblastes, s'imbriquant parfois. Les bractées sont foliaires plus ou moins ovales-triangulées, de forme similaire aux feuilles, mais toujours légèrement plus petites.
Les fleurs sont toutes hermaphrodites, solitaires, à l'aisselle de chaque feuille, formant des épis courts, plus ou moins denses et disposés en panicule. Le périanthe a 5 parties et 5 étamines.
Le fruit est un akène entouré de 5 morceaux de périanthe, chacun avec une aile dorsale rose clair à violet foncé. Il fleurit à l'été et l'automne dans la région méditerranéenne et au Sahara après les pluies.

## Distribution
La Soude jaunâtre est présente dans la région méditerranéenne. En Afrique du Nord, elle est largement présente de la Méditerranée au Sahel et de l'Atlantique à la mer Rouge.
Elle fut introduite au Pakistan et en Californie pour fournir du fourrage dans des endroits arides. En Californie, il est devenu une mauvaise herbe et est considéré comme une espèce envahissante.

## Écologie

### Plantes
Nitrosalsola vermiculata fait partie du climax de la steppe syrienne où elle pousse aux côtés d’Artemisia herba-alba, d’Atriplex leucoclada (sv) et de Stipa barbata (es). Elle pousse également dans la steppe jordanienne avec Artemisia herba-alba et Achillea fragrantissima, mais ces trois espèces fourragères utiles se font de plus en plus rares à cause du surpâturage. Elle a une teneur élevée en protéines et est de grande valeur comme culture fourragère dans les zones arides. Elle est plantée au Moyen-Orient pour le pâturage des bovins, ovins, caprins et chameaux.

## Abeilles
La fleur a pour parasite Stefaniola gloma (sv). La fruit a pour parasites Coleophora mausolella (en), Coleophora vermiculatella (en), Coleophora gaviaepennella (en). La feuilles a pour parasites Engistus commendatorius, Hadrophyes decipiens, Tarisa flavescens, Cardepia sociabilis (en), Cinglis andalusiaria (sv), Helicoverpa armigera, Coscinia cribraria, Compsoptera jourdanaria, Chrysolina bankii, Scythris inertella (nl), Scrobipalpa camphorosmella (en), Gymnancyla ruscinonella (en). Le bourgeon a pour parasites Stefaniola bilobata (sv), Stefaniola salsolae (sv). La racine a pour parasite Phyllotreta cruralis (nl). Le tronc a pour parasites Scrobipalpa traganella (en), Sphenoptera pilosula, Aphis craccivora.
La plante a pour prédateurs Mesopolobus maculipennis (sv), Eupelmus seculatus (nl), Idiomacromerus longicornis (sv).